# Trachelospermum dunnii
Trachelospermum dunnii är en oleanderväxtart som först beskrevs av H. Lév., och fick sitt nu gällande namn av H. Lév.. Trachelospermum dunnii ingår i släktet Trachelospermum och familjen oleanderväxter. Inga underarter finns listade i Catalogue of Life.